# Kim Yoon-hye
Kim Yoon-hye, född 24 maj 1991, är en sydkoreansk skådespelare.
Kim har bland annat medverkat i TV-serierna Heartstrings och Goodbye Earth.

## Filmografi (i urval)
- 2011 – Heartstrings (TV-serie)
- 2024 – Goodbye Earth (TV-serie)